# München vasútállomásainak listája

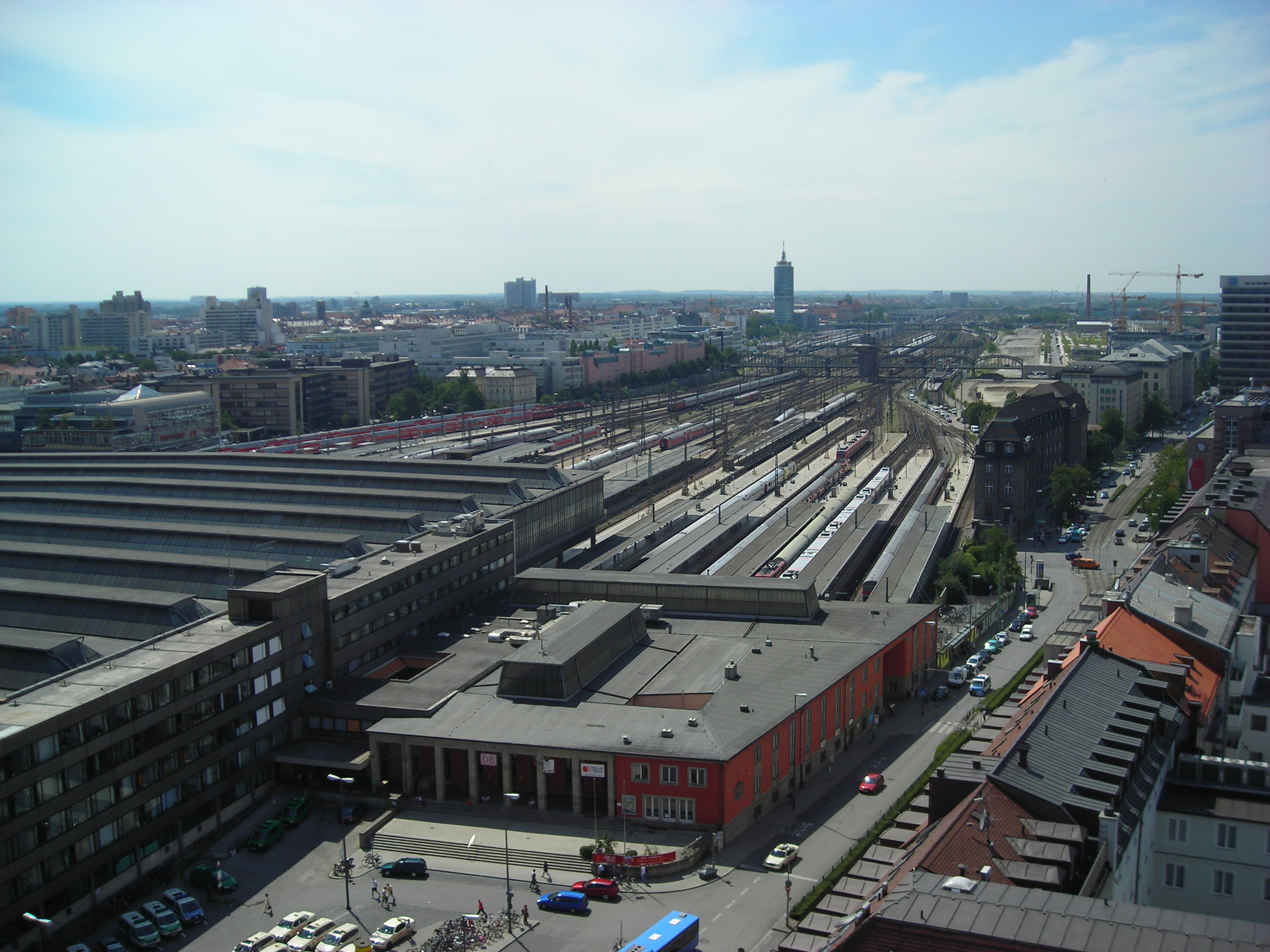
A München Hauptbahnhof madártávlatból

München közlekedésében fontos szerepe van a vasútnak, mivel a város fontos vasúti csomópont, összesen nyolc irányból is befutnak városba a vasútvonalak. A környező agglomeráció településeiről is több ezren járnak be tanulni, dolgozni, vagy épp szórakozni, de a városon belüli közlekedéshez is jól használható a vasút.
Münchenben található Németország legnagyobb személypályaudvara, a München Hauptbahnhof is, továbbá 1972 óta közlekedik S-Bahn is.

## Teherpályaudvarok
- Freiham (1903. július 1. –)
- Freimann (1909. június 5. –)

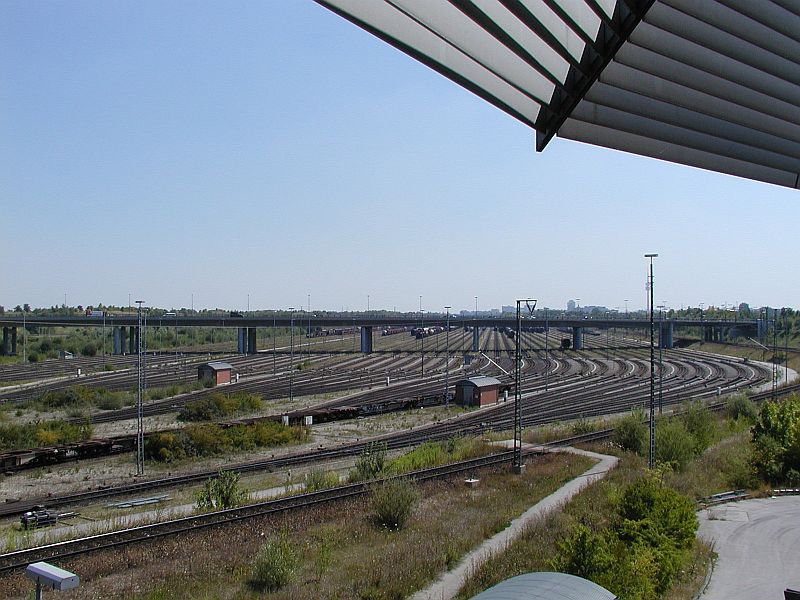
München Nord teherpályaudvar

- Gaswerk Bf (1946. január 1. – 1950-es, 1960-as évek)
- Laim Rbf (1893. május 1.)
- Milbertshofen (1901. október 1. – )
- Ludwigsfeld (korábban segéd-teherpályaudvar, 1943. augusztus – 1991. ősz)
- Nord Rbf (1991–)
- Ost Rbf (1921–)
- Riem Ubf (1992–)
- Schwabing (1901. október 1. – 1987 november 1.)
- Süd (1871. március 15. –)
- Thalkirchen (1861. július 10. – 1989)